# 石洞街道 (武汉市)
石洞街道，是中华人民共和国湖北省武汉市武昌区下辖的一个乡镇级行政单位。石洞街街道办事处驻三三〇三工厂内，人口7000人（2008），面积3.3平方千米。
石洞街道四面被江夏区包围，属于武昌区的外飞地。

## 行政区划
石洞街街道下辖以下地区：
东市社区、建桥社区、白云社区和万寿社区。